# Verwackeln

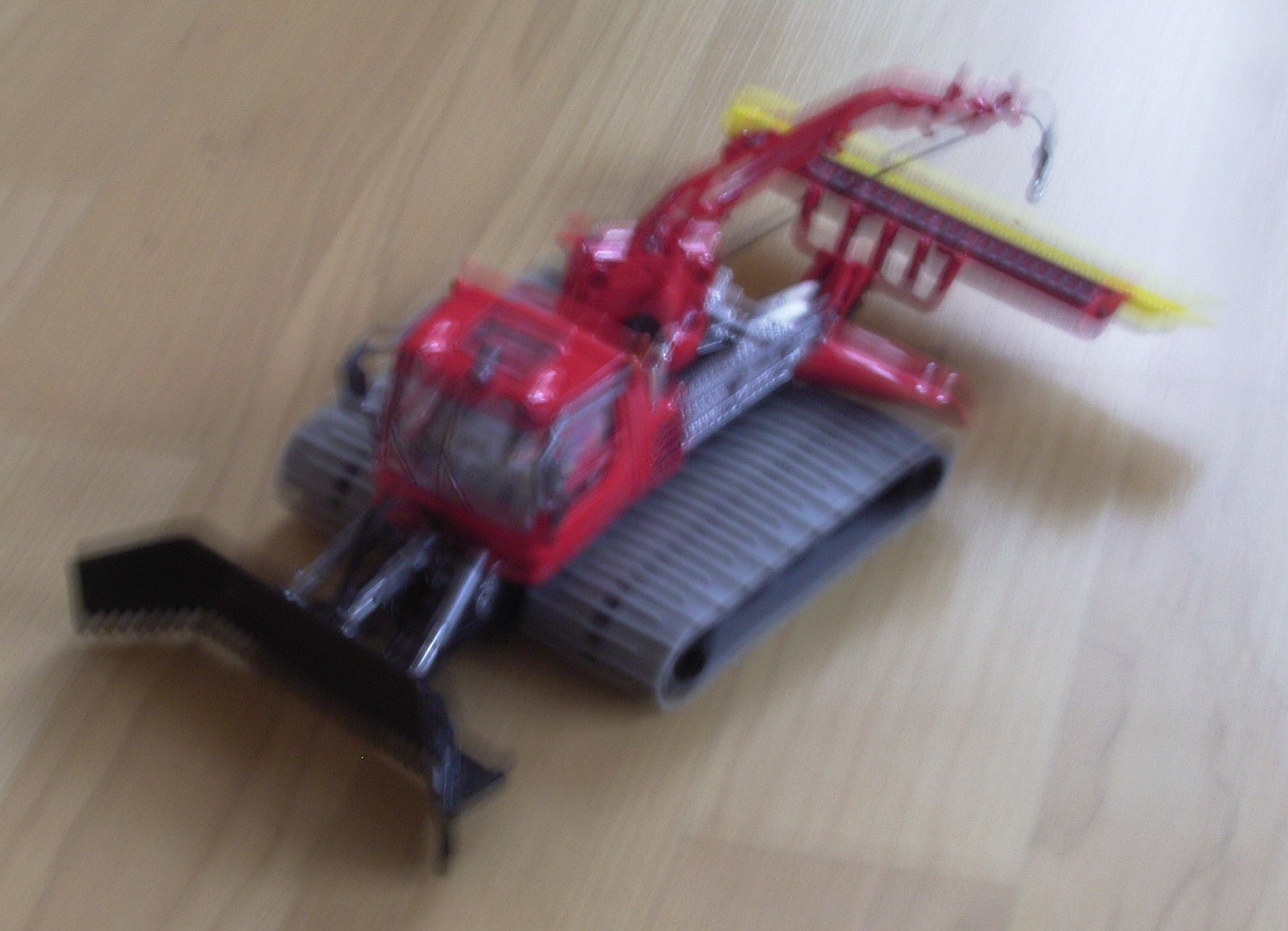
Verwackeltes Foto eines stehenden Objekts:
Belichtungsdauer: 1/2 Sekunde
Blendenzahl: 14
Brennweite: 85 mm (KB äquivalent)

Eine fotografische Aufnahme gilt als verwackelt, wenn das gesamte Bild durch Bewegung der Kamera – meistens unbeabsichtigt – unscharf abgebildet worden ist.

## Ursache
Verwackeln entsteht, wenn die Kamera während der Aufnahme bewegt wird. Die Lichtstrahlen, die das Objektiv auf die Filmebene oder den Sensor bündelt, wandern deshalb während der Aufnahme und hinterlassen so statt klar definierter Punkte sich überlagernde Spuren. Dieser Effekt tritt bei jeder Freihandaufnahme auf, er wird aber erst bei einem bestimmten Ausmaß der Unschärfe als Verwackeln wahrgenommen. Eine Verkürzung der Belichtungszeit wirkt dem Verwackeln entgegen, da das gebündelte Licht bei gleicher Bewegung der Kamera in kürzerer Zeit eine kürzere Strecke auf dem Film oder dem Sensor zurücklegt und das Bild so schärfer wird. Mit zunehmender Brennweite des Objektivs beziehungsweise einem größeren Abbildungsmaßstab nimmt die Gefahr des Verwackelns zu. Bei einem verwackelten Foto ist in der Praxis meist die gesamte Bildfläche gleichmäßig betroffen, es sei denn, es kommt eine Drehbewegung um die optische Achse hinzu, wodurch Bildteile unterschiedlich stark verwischt sein können.
Von Bewegungsunschärfe spricht man hingegen, wenn sich das Objekt während der Aufnahme relativ zur Kamera bewegt. Während Verwackeln ein unerwünschter Effekt ist, wird Bewegungsunschärfe beispielsweise durch Mitziehen der Kamera zur Gestaltung eingesetzt. Ein sich bewegendes Objekt wird auf diese Art scharf abgebildet, Umgebung und Hintergrund erscheinen unscharf verwischt.

## Gegenmaßnahmen
Als Faustregel für das Fotografieren aus der Hand mit Kleinbildformat gilt für Filme, dass der Wert der Belichtungszeit längstens in etwa dem Kehrwert der Brennweite entsprechen sollte. Diese Zeit wird auch als Freihandgrenze bezeichnet. Moderne hochauflösende Digitalkameras erreichen deutlich höhere Bildauflösungen als mittelempfindliche Kleinbildfilme, auf deren Verwendung diese Faustregel abgestimmt ist. Daher ist der Wert für die Verwacklungsgrenze entsprechend zu verkürzen.
Beispiele zur Faustregel am Kleinbildformat (Film):
- Mit einem Objektiv mit 50 mm Brennweite kann man mit längstens 1/50 Sekunde Belichtungszeit aus der Hand fotografieren. 1/50 s lässt sich bei vielen Kameras nicht einstellen, daher gilt die nächstkürzere Zeit von 1/60 s als Obergrenze.
- Ein Objektiv mit 250 mm Brennweite erfordert bereits eine Belichtungszeit von 1/250 Sekunde oder kürzer, um sicher aus der Hand fotografieren zu können.

Um Verwackeln zu vermeiden, sollte bei festem Stand die Kamera mit beiden Händen gehalten und an die Stirn gedrückt werden. Bei längerer Belichtungszeit ist es ratsam, den Körper z. B. an eine Mauer anzulehnen. Bei deutlich über der Faustregel liegender Belichtungszeit muss die Kamera auf ein Stativ oder mindestens auf eine feste Unterlage gesetzt werden. Ein schweres Objektiv wird gern auch auf einen Bohnensack gelegt.
Aufgrund ihrer geringen Masse ist bei kompakten Kameras die Verwacklungsgefahr größer als bei schwerer gebauten Modellen wie Spiegelreflexkameras. Ungünstig wirkt sich auch die bei vielen Kompakt-Digitalkameras angewandte Fotografiertechnik aus, das Motiv wegen des fehlenden Durchsichtssuchers mit vorgehaltenen Armen anzuvisieren.
Weiterhin ist es sinnvoll, bei langer Belichtungszeit mit dem Selbstauslöser oder einem Fernauslöser berührungsfrei auszulösen, da das Betätigen des Auslösers bereits zum Verwackeln führen kann. Manche Modelle haben für diesen Zweck die Möglichkeit, den Selbstauslöser auf zwei anstatt der üblichen zehn Sekunden einzustellen.
Bei großen Brennweiten und einer Belichtungszeit von länger als 1/10 Sekunde kann es allein schon durch die Bewegung des Spiegels einer Spiegelreflexkamera trotz Stativs zur Erschütterung der Kamera kommen, und das Bild wird unscharf. Mit Hilfe der Spiegelvorauslösung kann man dem entgegenwirken.
Bei Langzeitbelichtungen, wie sie zum Beispiel in der Astrofotografie angewendet werden, kann das Verwackeln durch die sogenannte Hutmethode vermieden werden.
Einige Hersteller bieten Bildstabilisierungs-Systeme an, die einem Verwackeln entgegenwirken und somit eine bis zu vier Zeitstufen längere Belichtungszeit zulassen. Ist die Kamera unbeweglich fixiert, z. B. auf einem Stativ, sollten Bildstabilisatoren jedoch abgeschaltet werden. Sie können sonst durch Eigenanregung ihrerseits zu einem verwackelten Bild führen.